# پادشاه جیما
پادشاه جیما (هانگول:지마왕)، (سلطنت: ۱۱۲ ~ ۱۳۴ میلادی) ششمین پادشاه شیلا یکی از سه پادشاهی کره و پسر پادشاه پاسا و بانو ساسونگ بود. نام خانوادگی او پارک بود.
در زمان حکومت او آرامش در شبه جزیره کره به دلیل پیمان صلح پادشاه پاسا و پادشاه گیرو از بکجه برقرار بود به درخواست بکجه، شیلا سربازانی را برای نابودی مردم مالگال فرستاد و بکجه قبیله مالگال را نابود کرد.
پادشاه جیما در سال ۱۱۲ میلادی پس از مرگ پدرش برتخت نشست و در سال ۱۳۴ میلادی درگذشت.

## پیش زمینه
جیما پسر ارشد پادشاه قبلی، پاسا و ملکه ساسونگ بود. او با بانو آری از قبیله کیم ازدواج کرد.

## حکومت
روابط با بکجه، یکی دیگر از سه پادشاهی، در طول سلطنت او صلح آمیز بود، با ادامه آتش بس که توسط پادشاه جیما برقرار شد. هنگامی که مالگال در سال ۱۲۵ میبادی از شمال حمله کرد، جیما از بکجه درخواست کمک کرد و پادشاه گیرو ارتشی را برای دفع موفقیت آمیز مهاجمان فرستاد.
روابط با کنفدراسیون همسایه گایا نیز مسالمت آمیز بود، پس از تلاش های ناموفق جیما برای تهاجم به رودخانه ناکدونگ در ۱۱۵ و ۱۱۶ میلادی.
در سال ۱۲۳ میلادی با پادشاهی ژاپنی وا ارتباط برقرار کرد.
جیما بدون وارث تاج و تخت از دنیا رفت.